# Ipomoea matthewsiana
Ipomoea matthewsiana är en vindeväxtart som beskrevs av Carl Ernst Otto Kuntze. Ipomoea matthewsiana ingår i släktet praktvindor, och familjen vindeväxter. Inga underarter finns listade i Catalogue of Life.